# Althepus stonei
Espèce
Althepus stonei est une espèce d'araignées aranéomorphes de la famille des Psilodercidae.

## Distribution
Cette espèce est endémique de Thaïlande. Elle se rencontre dans la grotte Tham Nam Ru Hua Kua dans le district de Muang dans la province de Mae Hong Son et dans le district de Chiang Dao dans la province de Chiang Mai.

## Description
La carapace du mâle holotype mesure 2,1 mm de long sur 2,0 mm et l'abdomen 3,1 mm de long et la carapace de la femelle paratype mesure 1,4 mm de long sur 1,5 mm et l'abdomen 2,6 mm de long.

## Étymologie
Cette espèce est nommée en l'honneur de Fred D. Stone.

## Publication originale
- Deeleman-Reinhold, 1995 : The Ochyroceratidae of the Indo-Pacific region (Araneae). The Raffles Bulletin of Zoology Supplement, no 2, p. 1-103 (texte intégral).